# Postbrücke (Hamburg)

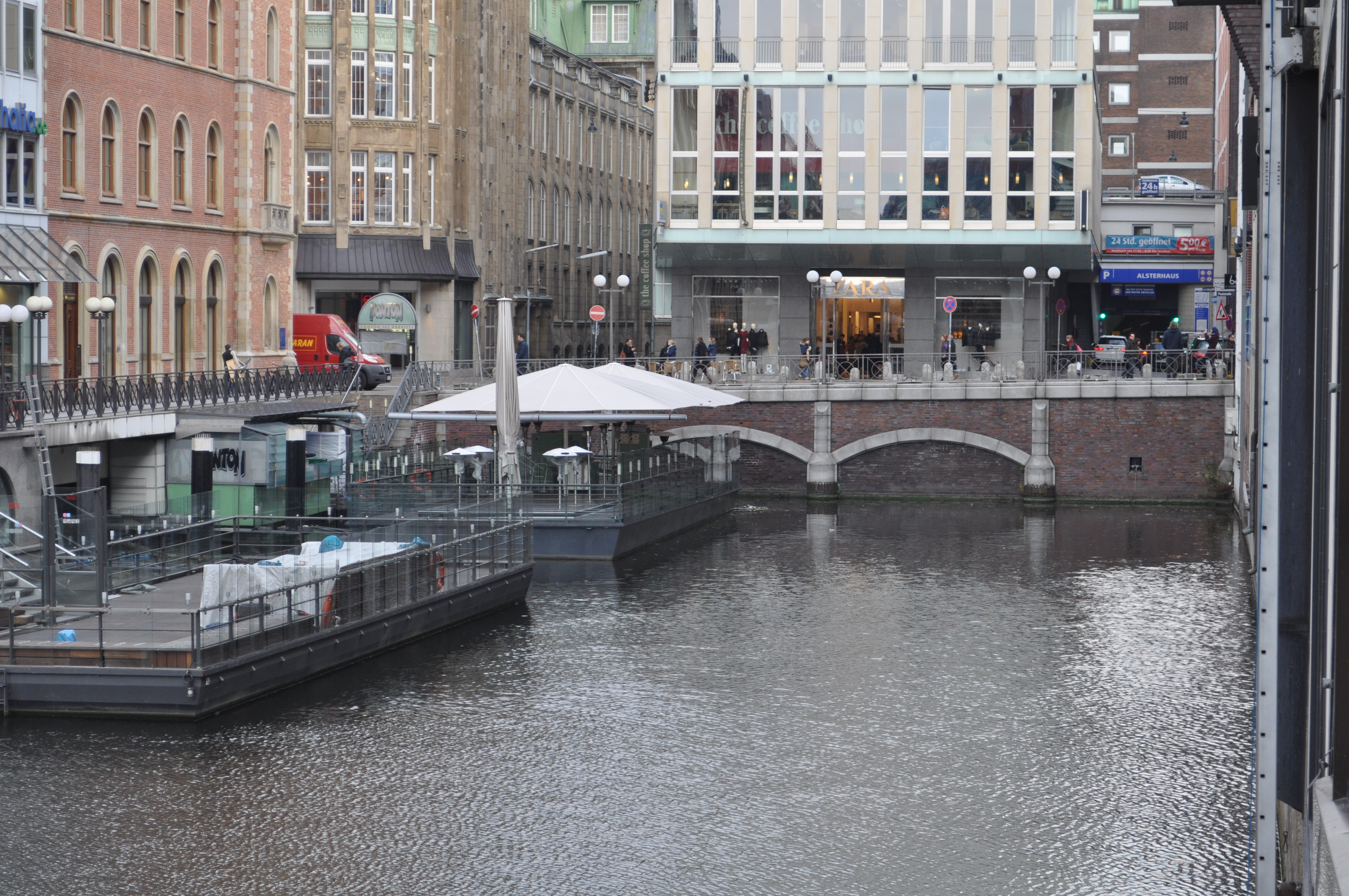
Die ehemalige Postbrücke

Die Postbrücke war eine Brücke über das Bleichenfleet in Hamburg. Nördlich der Brücke begann früher der Mühlenkanal.

## Lage
Die Postbrücke liegt im Bezirk Hamburg-Mitte in der Neustadt und überspannte bis 1975 das Bleichenfleet. Über die Brücke verläuft die Poststraße, die nach dem Großen Brand 1842 als neue Verbindung neben dem Postgebäude (Alte Post) angelegt wurde.

## Geschichte
Das Bauwerk wurde 1845/46 errichtet. Ab 1894 verkehrte die Ringlinie der Straßenbahn über die Brücke. Da allerdings dort nur Platz für ein Gleis war, wurde der Verkehr nach 1900 (dann Linie 26) richtungsabhängig auch über den Jungfernstieg geführt.
1908/09 erfolgte eine Fußwegverbreiterung, die in Stahlbeton ausgeführt wurde.
Aufgrund der Kriegsschäden und dem zunehmenden Oberflächenverkehr wurde am 23. Juni 1947 die zulässige Achslast auf der Brücke auf 10 Tonnen beschränkt.
1951 wurde das Holzpflaster durch Asphalt ersetzt, der bereits 1962 instand gesetzt werden musste.
Im Rahmen einer Brückeninstandsetzung erfolgte 1975 der Verschluss der Brückenöffnungen zum Bleichenfleet mit einer Stahlbeton-Winkelstützwand. Die Hohlräume unter der Brücke wurden mit Kiessand und Beton verfüllt. Seit diesem Zeitpunkt ist dieses Bauwerk keine Brücke mehr.
1974 wurde der ehemals nördlich der Brücke verlaufende Mühlenkanal teilverfüllt, der bis in die 1950er Jahre bei Hochwasser als Notauslass der Rathausschleuse diente. Die Verfüllung erfolgte, nachdem der Kanal 1973 durch die Verbreiterung der Rathausschleuse überflüssig wurde. Die Restverfüllung erfolgte Anfang 1976.
1998 wurde die Brückentragwirkung im baupolizeilichen Sinne offiziell aufgehoben.

## Architektur
Die Postbrücke ruht auf in den Boden gerammten Holzpfählen. Die Gewölbe der zweibogigen Brücke (lichte Weite der Bögen jeweils 5,73 Meter) sind wie die gesamte Brücke aus Ziegelmauerwerk gemauert. Die Brücke hatte eine Gesamtlänge von etwa 28 Metern und eine Breite von 19,10 Metern.
Über die Brücke verlaufen zwei Fahrbahnen mit einer Gesamtbreite von 10,5 Metern, sowie zwei Fußwege (Süd: 4,50 und Nord: 4,10 Meter). Der Fahrbahnbelag war ursprünglich Holzplaster.
Unter der Brücke verläuft eine Fernheizleitung.